# 山口流
山口流（やまぐちりゅう）とは、山口卜真斎（右馬之助ともいう）が開いた武術の流派。剣術、居合を伝え、兵法と称した。山口一刀流ともいわれるが、俗称と考えられる。

## 概要
山口卜真斎（諱は家利）は常陸国鹿島に生まれ、13歳の時に天流を学んだ。その後、鞍馬流、天然流、丸目流（タイ捨流）、神当流、當田流、伊井流（神道流）等の諸流を学んだ。
卜真斎は各地で兵法勝負を繰り返していたが、ある時、京都で新富田と勝負して勝ち、新富田は入門した。以後は京都に留まる事になる。元和6年（1620年）4月28日の朝、卜真斎の自宅の庭で声がするので出てみると、異人の童子が長短の二刀を持って呪文を唱えながら「車勝剣」「破勝剣」「砕勝剣」の3つの術を遣っていた。これを見て奥義を得て、山口流を興した。
富山藩、会津藩（山口流新小太刀兵術といった）、南部藩に伝わった他には土佐藩伝の無外流に一部が併伝されていたという。

## 技術
元々、二刀流から始まった流儀であったが、その後、一刀の剣術（中太刀術）と小太刀術が作られた。中太刀を「表」、小太刀を「裏」、始めの三本と「秘剣之大事」（小太刀を手裏剣のように投げる技）、「口呪之大事」（九字護身法）を「根元の技」としている。